# Reichsdeputationshauptschluss

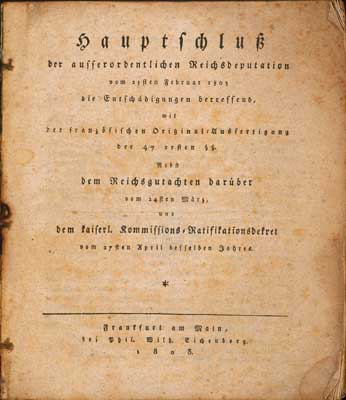
Frontespizio del Reichsdeputationshauptschluss del 25 febbraio 1803.

Il Reichsdeputationshauptschluss, ovvero Relazione conclusiva (Hauptschluss) della Deputazione imperiale (Reichsdeputation), fu l'ultima legge di rilievo del Sacro Romano Impero prima della sua dissoluzione. Fu promulgata nell'ultima seduta della Dieta perpetua il 25 febbraio 1803 a Ratisbona. Fu ratificata dall'imperatore Francesco II e divenne legge il 27 aprile. Alla base di questo testo era il trattato di Lunéville (1801), che nel suo art. 7 prevedeva una serie di risarcimenti territoriali da parte dell'Austria alla Francia.

## Storia e contenuti
Le guerre napoleoniche avevano spostato il confine francese sino alla sponda del Reno, privando molti principi tedeschi dei loro possedimenti sulla riva sinistra del fiume. Una gran parte dei territori dei principi elettori ecclesiastici e tutte le loro capitali (Colonia, Magonza e Treviri), nonché la maggior parte dell'Elettorato Palatino si trovavano ora in territorio francese. Erano stati cancellati quattro dei sette principi elettori.
La Deputazione imperiale stabilì di risarcire i principi laici che avevano perduto i propri possedimenti durante le guerre seguite alla Rivoluzione francese. Si decise che questo avrebbe avuto luogo attraverso la secolarizzazione dei principati ecclesiastici, oltre che con l'assorbimento di piccoli principati laici. A tale scopo vennero cancellati i principati ecclesiastici, ad eccezione di quello di Magonza, i cui territori superstiti sulla riva destra del Reno vennero uniti a quelli del principato di Aschaffenburg e dell'ex vescovato di Ratisbona; l'allora arcivescovo di Magonza, Karl Theodor von Dalberg, avrebbe mantenuto il titolo di principe elettore e arcicancelliere dell'Impero, trasferendosi a Ratisbona, elevata perciò ad arcidiocesi.
Anche altri possedimenti ecclesiastici, come alcuni conventi e le sontuose residenze dei principi ecclesiastici, vennero espropriati dai principi laici. Le città libere dell'Impero persero la loro indipendenza e vennero assegnate ai principati maggiori, ad eccezione di Augusta, Lubecca, Norimberga, Francoforte, Brema e Amburgo.
La secolarizzazione risparmiò in un primo tempo i beni dell'Ordine Teutonico e dell'Ordine di Malta. Nello stesso tempo, la dignità di Principe elettore dei tre disciolti principati ecclesiastici e del principato laico del Palatinato venne trasmessa ai principati di Ratisbona, Salisburgo (che passò la dignità elettorale nel 1805 a Würzburg), Württemberg, Baden e Assia-Kassel.
Il provvedimento venne approvato all'unanimità nel marzo del 1803. Tuttavia, già dalla fine del 1802 la maggior parte dei principi ecclesiastici aveva rinunciato ai propri diritti sovrani e, pertanto, perso il diritto di prender parte alla dieta perpetua. Anche i principi ecclesiastici che inizialmente erano presenti ai lavori (per esempio i vescovi di Passavia, Frisinga, Trento e Bressanone) nel gennaio 1803 avevano deliberato di non partecipare alle sedute conclusive della dieta: intendevano in questo modo evitare che si deliberasse il loro scioglimento. Così non fu, e nell'aprile dello stesso anno l'imperatore Francesco II diede il suo placet alla deliberazione.

## Secolarizzazione
Sin dall'epoca medievale, il territorio tedesco, come quello dell'Italia settentrionale, era stato costellato da possedimenti ecclesiastici costituiti in feudi autonomi, ma dipendenti formalmente dall'imperatore. In Germania, in particolare, moltissime erano le autorità locali, vescovati, abbazie e conventi che godevano di poteri temporali, oltre che spirituali, su determinati territori. Già durante il periodo della Riforma molti territori governati da vescovi ed abati vennero secolarizzati dai principi protestanti. Sul finire del XVII secolo la Controriforma cercò di fermare questa fase e di riconvertire molti dei territori secolarizzati, contribuendo ai dissidi nella Guerra dei trent'anni. La Pace di Vestfalia confermò infine gli stati secolarizzati.

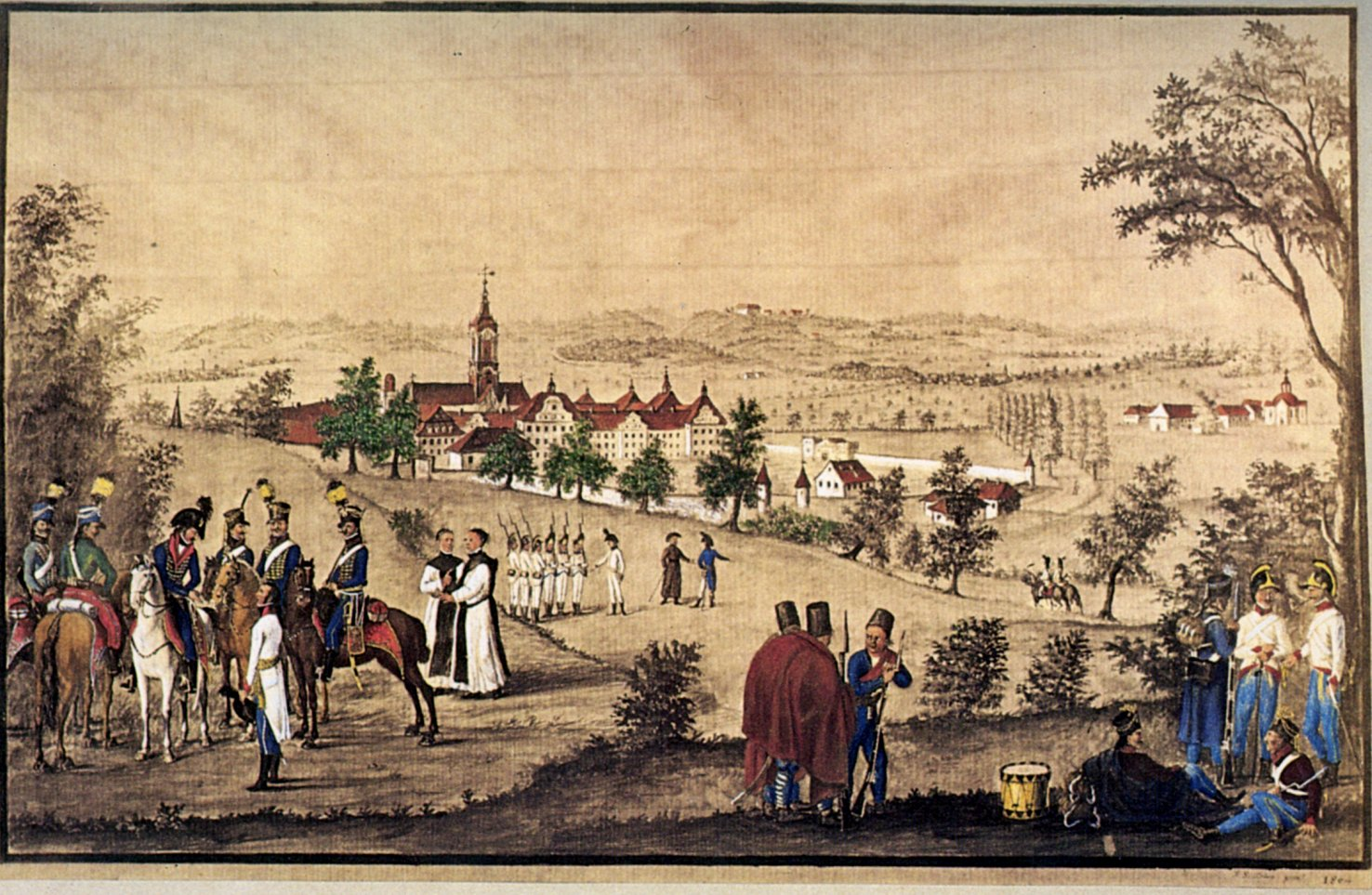
Soldati austriaci e monaci all'abbazia di Salem al tempo della secolarizzazione

Nel 1794 gli eserciti della Francia rivoluzionaria imperversavano nella Renania e, col Trattato di Campoformio del 1797, l'imperatore Francesco II del Sacro Romano Impero riconobbe l'annessione francese di tutti i territori ad ovest del Reno. Anche in questo caso, per compensare la perdita territoriale subita, l'imperatore si rivalse sulla secolarizzazione di principati vescovili in Germania.
In molti casi i territori secolarizzati venivano annessi dal principato di maggiore entità nei pressi oppure venivano concessi a quei principi che avevano perduto i loro territori in Renania. Da quest'ultima spoliazione sopravvissero solo tre stati non secolari, di cui il più noto fu l'arcivescovato di Magonza, che divenne l'arcivescovato di Ratisbona mentre gli altri due riguardarono le terre dell'Ordine Teutonico sotto il loro Gran Maestro, e i domini del Sovrano Militare Ordine di Malta facenti capo al Gran priorato di Heitersheim.
Monasteri ed abbazie persero la loro ragion d'essere ed abbandonarono le terre, chiudendo i battenti dei centri spirituali. I rimanenti stati ecclesiastici vennero secolarizzati proprio con la fine del Sacro Romano Impero nel 1806. Ratisbona venne annessa alla Baviera nel 1809, ma l'arcivescovo ottenne a titolo vitalizio il nuovo granducato di Francoforte la cui vera capitale, Aschaffenburg, era già la sede della sua Corte. In quello stesso anno Napoleone sciolse i cavalieri teutonici, concedendo i loro territori al Regno di Württemberg.
La firma della relazione finale del 1803 rappresentò in questo senso la più grande ridistribuzione territoriale in Germania prima del 1945. Circa 73.000 km2 di territori ecclesiastici, che comprendevano 2,36 milioni di abitanti e 12,72 milioni di gulden all'anno di tassazione, vennero trasferiti sotto nuovi governanti. La ragione fu quella di compensare i principi che avevano perduto i loro territori a danno della Francia, ma in realtà venne messa in discussione la stessa istituzione temporale facente capo alla Chiesa: il Baden ricevette un territorio sette volte maggiore rispetto a quello perduto, la Prussia quasi cinque volte quello ceduto. L'Elettorato di Hannover ottenne il principato vescovile di Osnabrück pur non avendo dovuto cedere nulla.
La posizione di Reichskirche della Chiesa cattolica in Germania non venne quindi diminuita, ma praticamente demolita alla base, dal momento che la Chiesa di Roma perse il suo ruolo costituzionale nell'Impero; gran parte delle università cattoliche vennero chiuse, assieme a centinaia di monasteri e a molte fondazioni cattoliche. Per certi versi si può dire che a livello ecclesiastico la Reichsdeputationshauptschluss fece in Germania quello che la rivoluzione francese aveva fatto in Francia.

### Stati secolarizzati
| Vescovati ed Arcivescovati | Abbazie, conventi e prevosture | Abbazie, conventi e prevosture |
| --- | --- | --- |
| - Principato vescovile di Augusta - Principato vescovile di Bamberga - Principato vescovile di Basilea - Principato vescovile di Bressanone - Principato vescovile di Coira - Principato arcivescovile di Colonia - Principato vescovile di Costanza - Principato vescovile di Eichstätt - Principato vescovile di Frisinga - Principato vescovile di Hildesheim - Principato vescovile di Liegi - Principato vescovile di Lubecca - Principato arcivescovile di Magonza - Principato vescovile di Münster - Principato vescovile di Osnabrück - Principato vescovile di Paderborn - Principato vescovile di Passavia - Principato vescovile di Ratisbona - Principato arcivescovile di Salisburgo - Principato vescovile di Spira - Principato vescovile di Strasburgo - Principato vescovile di Trento - Principato vescovile di Treviri - Principato vescovile di Worms - Principato vescovile di Würzburg | - Abbazia di Baindt - Prepositura di Berchtesgaden - Arciabbazia di Beuron - Abbazia di Buchau - Abbazia di Corvey - Abbazia di Elchingen - Abbazia di Ellwangen - Abbazia di Essen - Abbazia di Fulda - Abbazia di Gutenzell - Abbazia di Heggbach - Abbazia di Heiligkreuzthal - Abbazia di Herford - Abbazia di Kaisheim - Abbazia di Kempten - Abbazia di Marchtal - Abbazia di Niedermünster - Abbazia di Neresheim - Abbazia di Ochsenhausen - Abbazia di Obermünster - Abbazia di Petershausen | - Abbazia di Quedlinburg - Abbazia di Roth - Abbazia di Rottenmünster - Abbazia di Salem - Abbazia di Schöntal - Abbazia di Schussenried - Abbazia di Söflingen - Abbazia di Sorlingen - Abbazia di Malmedy e Stablo - Abbazia di San Biagio nella Foresta Nera - Abbazia di Kornelimünster - Abbazia di Sant'Emmerano - Abbazia di San Gallo - Abbazia di Thorn - Abbazia di Weingarten - Abbazia di Weissenau - Abbazia di Werden - Abbazia di Sankt Ludger - Abbazia di Wiblingen - Abbazia di Zwiefalten |

## Gli Stati secolari

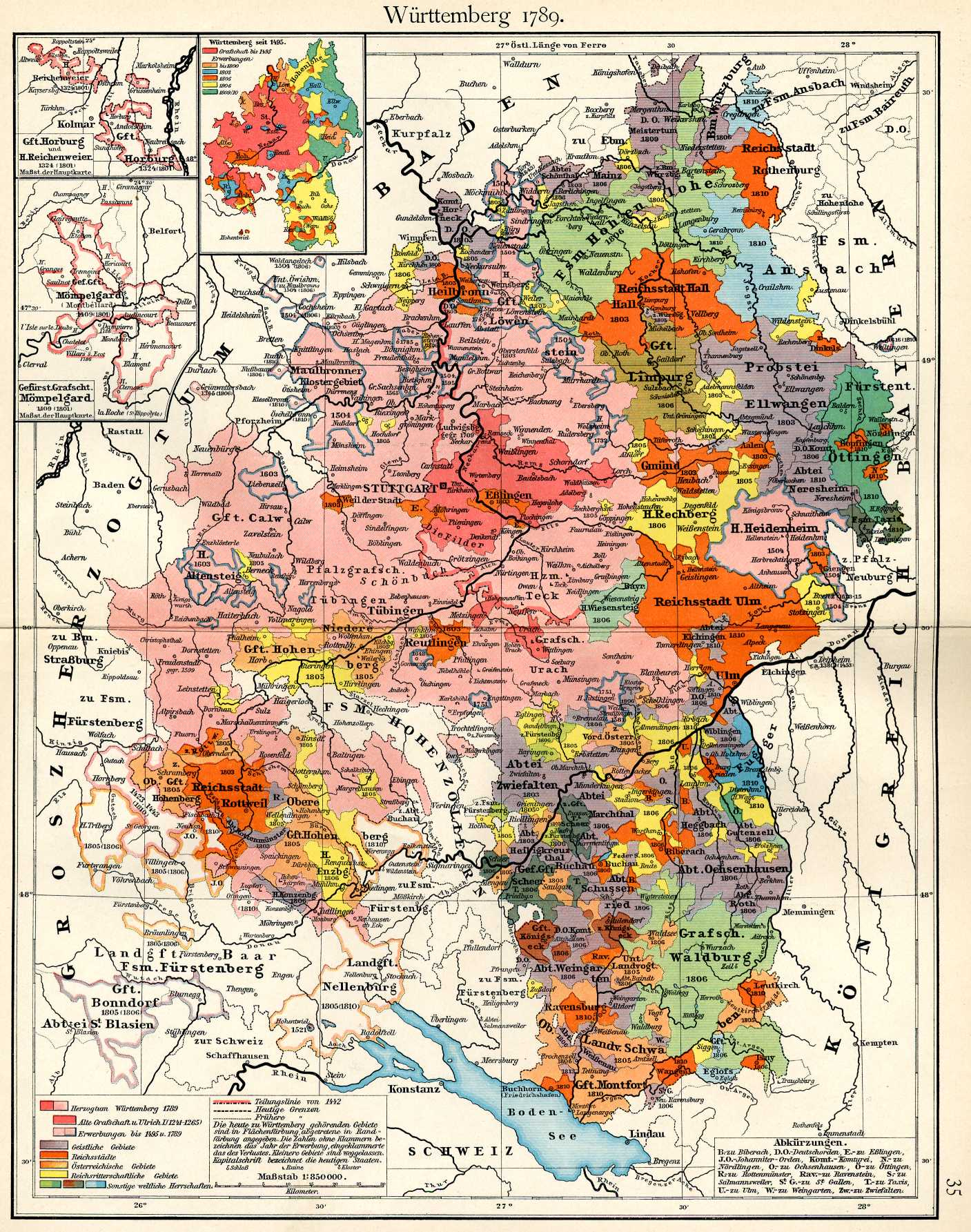
Il Württemberg raddoppiò la propria estensione territoriale, assorbendo 15 città libere imperiali (in arancione) ed un gran numero di principati abbaziali, principati secolari ed altri piccoli territori, nel corso della mediatizzazione del 1803

Anche se il numero degli Stati componenti l'impero era sensibilmente diminuito dalla Guerra dei trent'anni, esso continuava ad attestarsi attorno al numero di 200 all'avvento della repubblica in Francia. La sconfitta della Prima coalizione ebbe come risultato la secolarizzazione degli Stati ecclesiastici e l'annessione alla Francia di tutte le terre ad ovest del Reno. Gli alleati tedeschi di Napoleone furono in grado in molti casi di ottenere territori e status che poi poterono mantenere nel corso degli anni.
La mediatizzazione (ovvero la trasformazione di molti piccoli principati, prima immediatamente soggetti all'imperatore, in vassalli dei principati maggiori) trasferì spesso la sovranità di piccoli Stati secolari ai loro vicini più grandi: circa 100 principati subirono questa sorte.
Il Congresso di Vienna, del resto, tra il 1814 ed il 1815 deliberò di non ricostituire i principati e le città libere mediatizzate.

### Principati mediatizzati
- Anhalt-Bernburg-Schaumburg-Hoym: Principe di Anhalt-Bernburg-Hoym 1806
- Arenberg: Principe di Arenberg 1810
- Aspremont-Lynden: Conte di Aspremont-Lynden 1806
- Auersperg: Principe di Auersperg 1806
- Bentheim: Conte di Bentheim-Bentheim e Steinfurt 1806; Conte di Bentheim-Tecklenburg-Rheda 1806
- Bentinck: Conte di Aldenburg-Bentinck 1807
- Boyneburg-Bömelberg: Barone di Boyneburg-Bömelberg 1806
- Castell: Conte di Castell-Castell 1806; Conte di Castell-Rüdenhausen 1806
- Colloredo: Principe di Colloredo-Mansfeld 1806
- Croÿ: Principe di Croÿ-Dulmen 1806
- Dietrichstein: Principe di Dietrichstein 1806
- Erbach: Conte di Erbach-Erbach 1806; Conte di Erbach-Fürstenau 1806; Conte di Erbach-Schönberg 1806
- Esterházy de Galántha: Principe di Esterházy 1806
- Fugger: Principe di Fugger-Babenhausen 1806; Conte di Fugger-Glött 1806; Conte di Fugger-Kirchberg-Weissenhorn 1806; Conte di Fugger-Kirchheim 1806; Conte di Fugger-Nordendorf 1806
- Fürstenberg: Principe di Fürstenberg-Pürglitz 1806
- Giech: Conte di Giech 1806
- Grävenitz: Conte di Grävenitz 1806
- Harrach: Conte di Harrach zu Rohrau und Thannhausen 1806
- Hesse: Elettore d'Assia-Kassel 1807;  Langravio d'Assia-Homburg 1806
- Hohenlohe: Principe di Hohenlohe-Bartenstein 1806; Principe di Hohenlohe-Ingelfingen 1806; Principe di Hohenlohe-Jagstberg 1806; Conte di Hohenlohe-Kirchberg 1806; Principe di Hohenlohe-Langenburg 1806; Conte di Hohenlohe-Waldenburg-Schillingsfürst 1806
- Isenburg: Principe di Isenburg 1814; Conte di Isenburg-Büdingen 1806; Conte di Isenburg-Meerholz 1806; Conte di Isenburg-Wächtersbach 1806
- Kaunitz-Rietberg: Principe di Kaunitz-Rietberg 1806
- Khevenhüller-Metsch: Principe di Khevenhüller-Metsch 1806
- Königsegg: Conte di Königsegg-Aulendorf 1806
- Kuefstein: Conte di Kuefstein-Greillenstein 1806
- Leiningen: Principe di Leiningen 1806; Conte di Leiningen-Alt-Westerburg 1806; Conte di Leiningen-Billigheim 1806; Conte di Leiningen-Neudenau; 1806 Conte di Leiningen-Neu-Westerburg 1806
- Leyen: Principe di Leyen 1814
- Limburg-Styrum: Conte di Limburg-Styrum-Styrum 1806; Conte di Limburg-Styrum-Borkelö 1806; Conte di Limburg-Styrum-Bronchhorst 1806
- Lobkowicz: Principe di Lobkowicz 1806
- Löwenstein-Wertheim: Conte di Löwenstein-Wertheim-Freudenberg 1806; Principe di Löwenstein-Wertheim-Rosenberg 1806
- Looz und Corswarem: Duca di Looz-Corswarem 1806
- Metternich: Principe di Metternich 1806
- Neipperg: Conte di Neipperg 1806
- Nesselrode: Conte di Nesselrode 1806
- Orsini Rosenberg: Principe di Orsini Rosenberg 1806
- Ortenburg: Conte di Ortenburg-Neuortenburg 1806
- Ostein: Conte di Ostein 1806
- Oettingen: Principe di Oettingen-Oettingen 1806; Principe di Oettingen-Spielberg 1806; Principe di Oettingen-Wallerstein 1806
- Pappenheim: Conte di Pappenheim 1806
- Platen-Hallermund: Conte di Platen-Hallermund 1806
- Plettenberg: Conte di Plettenberg-Wittem 1806
- Pückler and Limpurg: Conte di Pückler e Limpurg 1806
- Quadt: Conte di Quadt-Isny 1806
- Rechberg e Rothenlöwen: Conte di Rechberg e Rothenlöwen 1806
- Rechteren-Limpurg: Conte di Rechteren 1806
- Salm: Wild- e Rhinegravio di Salm-Horstmar 1806; Principe di Salm-Kyrburg 1810; Conte di Salm-Reifferscheid-Dyck 1806; Conte di Salm-Reifferscheid-Hainsbach 1806; Principe di Salm-Reifferscheid-Krautheim 1806; Principe di Salm-Salm 1810
- Sayn-Wittgenstein: Principe di Sayn-Wittgenstein-Berleburg 1806; Principe di Sayn-Wittgenstein-Hohnstein 1806
- Schaesberg: Conte di Schaesberg-Thannheim 1806
- Schlitz detto di Görtz: Conte di Schlitz detto di Görtz 1806
- Schönborn: Conte di Schönborn-Wiesentheid 1806
- Schönburg: Conte di Schönburg-Penig-Vorderglauchau-Wechselburg 1806; Conte di Schönburg-Rochsburg-Hinterglauchau 1806; Principe di Schönburg-Waldenburg 1806
- Schwarzenberg: Principe di Schwarzenberg 1806
- Sickingen: Conte di Sickingen 1806
- Sinzendorf: Principe di Sinzendorf 1806
- Solms: Conte di Solms-Baruth 1806; Principe di Solms-Braunfels 1806; Principe di Solms-Hohensolms-Lich 1806; Conte di Solms-Laubach 1806; Conte di Solms-Rödelheim-Assenheim 1806; Conte di Solms-Rödelheim und Assenheim 1806; Conte di Solms-Wildenfels 1806
- Stadion:  Conte di Stadion-Thannhausen 1806;  Conte di Stadion-Warthausen 1806
- Starhemberg: Principe di Starhemberg 1806
- Sternberg-Manderscheid: Contessa di Sternberg-Manderscheid 1806
- Stolberg:  Principe di Stolberg-Rossla 1806;  Principe di Stolberg-Stolberg 1806;  Principe di Stolberg-Wernigerode 1809
- Thurn und Taxis: Principe di Thurn und Taxis 1806
- Törring: Conte di Törring-Jettenbach 1806
- Trauttmansdorff-Weinsberg: Principe di Trauttmansdorff 1806
- Waldbott von Bassenheim: Conte di Waldbott von Bassenheim 1806
- Waldburg: Principe di Waldburg-Waldsee 1806; Principe di Waldburg-Wurzach 1806; Principe di Waldburg-Zeil 1806
- Waldeck: Conte e Contessa di Waldeck-Limpurg 1806
- Wallmoden: Conte di Wallmoden-Gimborn 1806
- Wartenberg: Conte di Wartenberg-Roth 1806
- Wied: Principe Wied-Neuwied 1806; Principe di Wied-Runkel 1806
- Windisch-Grätz: Principe di Windisch-Grätz linea antica 1806
- Wurmbrand-Stuppach: Conte di Wurmbrand-Stuppach 1806

Dal momento che le casate di Ostein, Sinzendorf e Wartenberg si estinsero dopo la mediatizzazione, ma prima del 1830, non vengono conteggiate nelle casate mediatizzate. Per varie ragioni, Aspremont-Lynden, Bentinck, Bretzenheim, Limburg-Styrum e Waldeck-Limpurg sono escluse anch'esse. L'Assia-Homburg non venne mai considerata uno stato sovrano dall'Assia-Darmstadt e quindi tecnicamente non venne mai mediatizzata, e l'Assia-Kassel venne annesso al Regno di Vestfalia ma successivamente la sua sovranità venne restaurata. Schönburg venne mediatizzata all'Elettorato di Sassonia nel XVIII secolo.

### Città libere dell'Impero mediatizzate
| - Aquisgrana - Aalen - Augusta - Biberach an der Riß - Bopfingen - Buchau - Buchhorn (Friedrichshafen) - Colonia - Dinkelsbühl - Dortmund - Esslingen am Neckar - Francoforte - Friedberg - Gengenbach - Giengen - Goslar | - Heilbronn - Isny im Allgäu - Kaufbeuren - Kempten im Allgäu - Leutkirch im Allgäu - Lindau - Memmingen - Mühlhausen - Nordhausen - Nördlingen - Norimberga - Offenburg - Pfullendorf - Ravensburg - Ratisbona - Reutlingen | - Rothenburg ob der Tauber - Rottweil - Schwäbisch Gmünd - Schwäbisch Hall - Schweinfurt - Spira - Überlingen - Ulma - Wangen im Allgäu - Weil - Weißenburg - Wetzlar - Wimpfen - Windsheim - Worms - Zell am Harmersbach |

Molte di questi stati dal 1806 passarono a far parte della Confederazione del Reno. Gli ultimi a perdere la propria indipendenza e sovranità  (ad essere mediatizzati anche se tale termine non è corretto dopo il 1806) furono il Ducato di Arenberg (annesso alla Francia nel 1810, e non ristabilito nel 1814), i principati di Isenburg e di Leyen (mediatizzati nel 1814 dal Congresso di Vienna), quelli di Salm (i cui stati sopravvissero dal 1811 al 1813); ed infine quello degli Stolberg (annesso alla Prussia nel 1815).
Tra il 1806 ed il 1814 vennero mediatizzati tutti gli altri stati creati direttamente da Napoleone in Germania. Questi includevano:
- Principato di Aschaffenburg 1806
- Granducato di Francoforte 1814
- Regno di Vestfalia 1813
- Granducato di Würzburg 1814

Le uniche città tedesche a non venire abolite nel 1803 furono:
- Augusta (abolita nel 1805)
- Brema
- Francoforte (abolita nel 1866)
- Amburgo
- Lubecca (abolita nel 1937)
- Norimberga (abolita nel 1806)

## Conseguenze
Secolarizzazione dei principati ecclesiastici e mediatizzazione mutarono completamente il carattere dell'Impero. I principi ecclesiastici erano stati tradizionalmente il puntello principale che teneva assieme l'impero, e questo venne meno. La cosiddetta Reichskirche (in italiano Chiesa imperiale), ovvero il sistema che legava i vescovi agli imperatori nell'esercizio del potere, cessò d'esistere. In questo giocarono un ruolo significativo le posizioni anticlericali della Francia, che, in questo modo, indeboliva fortemente la posizione dell'imperatore. Una delle conseguenze fu che il collegio dei principi elettori mutò la propria composizione confessionale, assegnando la maggioranza agli evangelici.
Mutarono anche gli equilibri interni dell'impero: alcuni principati come Baden, Baviera, Württemberg e Prussia ebbero notevoli vantaggi territoriali. In questo modo Napoleone era riuscito a creare una serie di stati satelliti che potevano creare difficoltà agli Asburgo, senza peraltro impensierire la Francia.
Ad avvantaggiarsi maggiormente fu la Prussia, che ottenne i principati vescovili di Hildesheim e di Paderborn, parte di quello di Münster e di quello di Magonza, compresi i territori della Turingia prima soggetti all'arcivescovo di Magonza, le città imperiali di Mühlhausen, Nordhausen e Goslar, oltre ai territori soggetti ai monasteri di Quedlinburg, Elten, Essen, Werden e Cappenberg.
|             | cessioni                  | acquisti                  |
| ----------- | ------------------------- | ------------------------- |
| Prussia     | 2000 km² 140000 abitanti  | 12000 km² 600000 abitanti |
| Baviera     | 10000 km² 600000 abitanti | 14000 km² 850000 abitanti |
| Baden       | 450 km² 30000 abitanti    | 2000 km² 240000 abitanti  |
| Württemberg | 400 km² 30000 abitanti    | 1500 km² 120000 abitanti  |

## La fine del Sacro Romano Impero
Con la pace di Presburgo (26 dicembre 1805) Francesco II aveva dovuto accettare la piena sovranità di Baviera, Württemberg e Baden, che in questo modo venivano equiparati ad Austria e Prussia. Il 12 luglio 1806 il Regno di Baviera, il Regno di Württemberg, il Granducato di Baden, il Granducato d'Assia, il Ducato di Nassau, il Granducato di Berg, oltre ad altri principati, fondarono a Parigi la Confederazione del Reno, patrocinata da Napoleone. Il primo agosto i membri della lega proclamarono la loro secessione dall'impero.
Il 6 agosto 1806 Francesco II dichiarò sciolto il Sacro Romano Impero, rinunciando alla corona. Si trattava di un passo progettato da tempo, che però venne affrettato da un ultimatum: il 22 luglio i francesi avevano comunicato che, se Francesco non avesse abdicato, le truppe francesi avrebbero attaccato l'Impero austriaco. Per evitare la perdita dello status di imperatore (perdita prevista da tempo), due anni prima Francesco II aveva proclamato l'Impero d'Austria.